# Hamísz Kadhafi
Hamísz Kadhafi (Tripoli, 1983. május 27. - Tarhúna, Líbia, 2011. augusztus 29.) Moammer Kadhafi líbiai diktátor hetedik, egyben legfiatalabb fia, aki a líbiai hadsereg elít alakulatának, a Hamísz Brigádnak a parancsnoki tisztjét töltötte be. A líbiai polgárháború idején vezető szerepet töltött be a lázadó Szabad Líbiai Hadsereg elleni harcban, de egy szövetséges légicsapásban - valószínűleg - életét vesztette.

## Élete
Hamísz 1983-ban született Tripoliban. 1986-ban - alig háromévesen - megsebesült Tripoli amerikai bombázásában, súlyos fejsérüléseket szenvedve.
A tripoli katonai akadémia elvégzése után továbbképzését Moszkvában folytatta, tanulmányait 2008-ban fejezte be végleg. 2010-ben pénzügyi tanulmányokat kezdett egy madridi egyetemen, amely azonban a líbiai polgárháború kitörése után eltanácsolta. A rendszerellenes felkelés kitörését követően hazatért Líbiába és a Hamísz Brigád élén részt vett a Závija térségében vívott harcokban, majd Miszráta ostromában.
A háború során ellenzéki források négyszer is halálhírét keltették, ám ezek mind tévesnek bizonyultak. 2011. augusztus 29-én azonban egy brit AgustaWestland Apache helikopter Tripolitól 60 km-re délre csapást mért a Hamísz Brigád egyik konvojára, szétlőve egy Toyota Land Cruiser személygépkocsit is, mely állítólag Hamíszt szállította. Mivel a holtteste nem került elő, ezért csak 2012. október 17-én nyilvánították halottnak. Három nap múlva, a bani valídi felkelés idején, líbiai katonák azt állították, hogy Hamísz ismét felbukkant és elesett a harcokban, de a líbiai kormány nem tudta sem megerősíteni, sem megcáfolni a híresztelést.